# Карпа, Ирена Игоревна
Ире́на И́горевна Ка́рпа (укр. Ірена Ігорівна Карпа; род. 8 декабря 1980, Черкассы) — украинская писательница, певица, журналистка, телеведущая. С октября 2015 года по июль 2019 года — первый секретарь по вопросам культуры посольства Украины во Франции.

## Биография
Ирена Карпа родилась 8 декабря 1980 года в Черкассах. Через два года семья переехала в Ивано-Франковск, а оттуда — в Яремче в Прикарпатье. Карпа училась в художественной школе.
В 1998 году поступила в Киевский национальный лингвистический университет на отделение французской филологии. Окончив обучение в 2003 году, получила степень магистра иностранной филологии по специальности «английский и французский языки». Темой её диплома была «Проявления архетипа Великой Матери в романах Мишеля Уэльбека „Элементарные частицы“ и Юрка Издрыка „Двойной лев“».

### Музыка

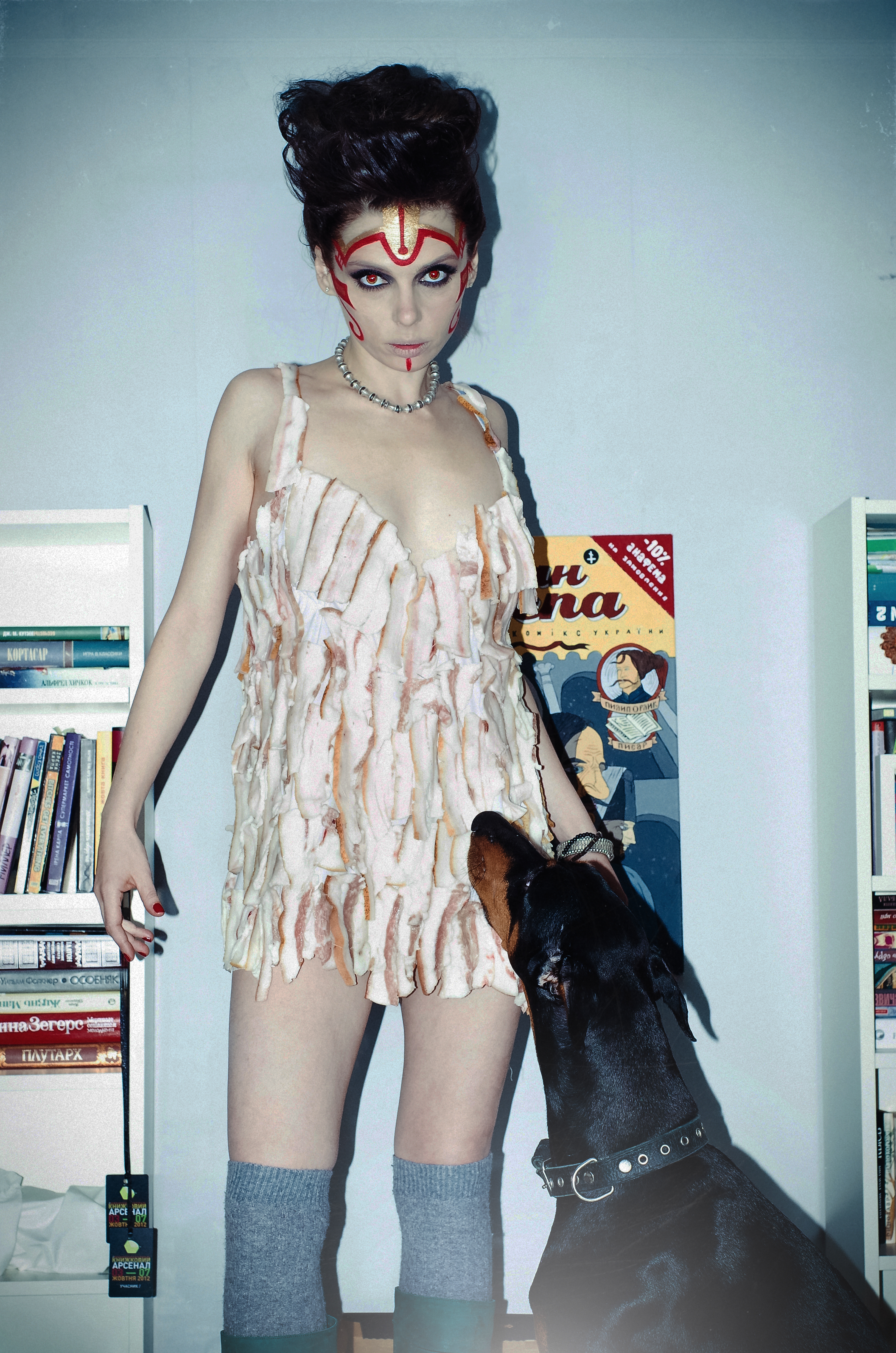
Карпа перед разогревом концерта Мэрилина Мэнсона в Киеве (2012)

Ещё учась в школе, Карпа участвовала в духовном ансамбле. В 16 лет записала свою первую песню «Я чекатиму». Занималась вокалом во время учёбы в университете и в это время познакомилась с Олегом Артымом, гитаристом и лидером группы «Фактично Самі». Записав с ним в качестве эксперимента электронный трек «Повітря», Карпа вскоре присоединяется к «Фактично Самим» и становится вокалисткой и басисткой группы. Первый альбом «D.дькова гра» был подпольно записан за три ночи на студии, где работал Артым.
После первого альбома в группу вошёл друг Карпы Артур Даниелян, перенявший роль басиста. В 2000 году они втроём начинают запись второго альбома «Б. П. П. (Болєзні Пєвчіх Птіц)», завершённого в 2001 уже на своей студии Fuck!Submarine. Следующий альбом «Космічний вакуум» был записан годом позже. Тогда же был записан и дебютный клип группы на песню «Код» из «Космічного вакуума».
В 2003 году Карпа записала вокальные партии сразу для двух следующих альбомов и уехала на год в Индонезию. В её отсутствие Артым и Даниелян продолжили работу над альбомами, а к группе присоединилась виолончелистка Евгения Смолянинова. В конце 2004 года был издан Kurva Cum Back, за ним в 2005 вышел альбом «Lo-Fi TRавми». Его сопровождал всеукраинский тур вместе с новым барабанщиком Андреем Когутом.
В 2007 году «Фактично Самі» выпустили ранее записанный «Космічний вакуум» и изменили своё название на Qarpa. Уже в новом качестве группа в том же году представила ещё один альбом «IN ЖИР». Одну из песен, «Клей», написал лидер «Скрябина» Андрей Кузьменко, а в песне «Леди Ду» вместе с Карпой поёт вокалист «Тартака» Сашко Положинский.
В сентябре 2011 в киевском клубе Crystal Hall прошла презентация альбома & I made a man. Альбом писался в течение десяти лет и включил песни на английском, испанском и французском языках. По жанру представляет собой микс из трип-хопа, евро-попа, индастриала и латины. В декабре 2012 года Карпа вместе с группой выступила на разогреве концерта Мэрилина Мэнсона в Киеве, выйдя на сцену в платье из сала.
В мае 2015 Qarpa выпустила альбом Made in China, а в июле представила клип «Розмір має значення» на песню «До побачення» из альбома. В ноябре 2015 группа выступила на совместном концерте с Кozak System в киевском клубе Sentrum, исполнив треки из Made in China.

### Кино и телевидение
В 2005 году Карпа на короткое время стала ведущей программы SexCetera (проект Playboy) на ICTV. В 2006 году Карпа пробует себя как актриса («Аутизм», режиссёр Анпилогов, Украина; «Компот», режиссёр Якушенков, Россия) и режиссёр короткометражного кино «Kyiv. Limited Edition», представленного на кинофестивале «Молодость».
Карпа также вела программу «Перша експедиція» (рубрика «Бортове чтиво») на телеканале «Интер», пока её не закрыли в 2007. В сентябре 2007 стала лицом нового канала «MTV Украина» в качестве ведущей выпусков новостей MTV News. В сентябре 2008 перешла на канал «Украина» в качестве хроникера телепрограммы «Шустер live». В конце 2012 года вела программу «Наши в Раше» на «Новом канале», посвящённую российским звёздам шоу-бизнеса с украинскими корнями.

### Политика

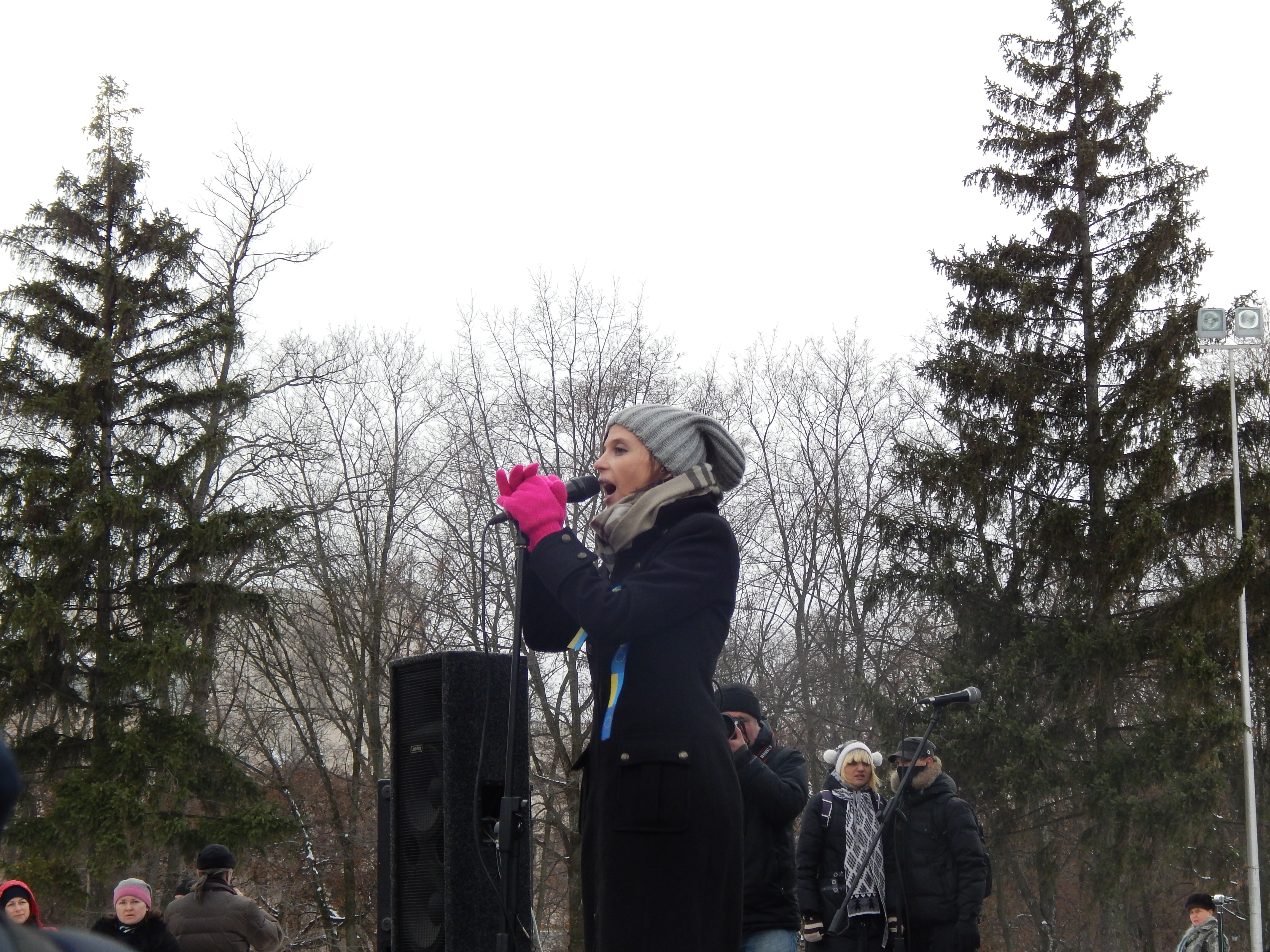
Карпа на Евромайдане в Харькове (2013)

Накануне президентских выборов 2004 года Карпа подписала «Открытое письмо двенадцати аполитичных литераторов о выборе и выборах» против Януковича и в поддержку Ющенко. В феврале 2010 участвовала в протесте против решения Конституционного суда Украины признать неконституционным постановление правительства, обязывавшее общеобразовательные учебные заведения «в рабочее время постоянно использовать украинский язык». Во время визита президента Януковича в Берлин в августе 2010 Карпа организовала там пикет против свертывания демократии на Украине. Ко дню рождения экс-премьера Юлии Тимошенко в ноябре 2011, находившейся в тюремном заключении, Карпа сфотографировалась с косой в стиле Тимошенко и высказалась в её поддержку. В октябре 2012 принимала участие в художественно-адвокационном проекте «Открытый мир для открытой Украины», посвящённому проблемам получения европейских виз украинцами.
Во время Евромайдана была активным участником протестов, регулярно выступала со сцены, устраивала распродажу своего гардероба для сбора средств на Майдан, ездила в регионы для поддержки местных митингов, готовила еду протестующим и вывозила раненых. В марте 2014 записала видеообращение к жителям Крыма с осуждением российской агрессии. В августе—сентябре 2014 Карпа продала свой кабриолет Peugeot и провела несколько благотворительных концертов своей группы Qarpa — для помощи украинским военным в зоне АТО. Осенью того же года совместно с сайтом podrobnosti.ua выпустила серию мультфильмов о «ватниках».
В октябре 2015 Карпа назначена первым секретарём по вопросам культуры посольства Украины во Франции. В 2016 году выступила куратором ряда мероприятий в Париже, в том числе выставки политической карикатуры Юлии Носар «25 неприємних малюнків», выставки украинских художников «Crimée — Lviv: Enjoy!», украинского арт-павильона на фестивале «Берега Европы».

### Прочее
Снималась в эротических фотосессиях для журналов FHM (ноябрь 2004), Penthouse (август 2005) и Playboy (июль 2007). Осенью 2009 года проводила в компании «Кругозор» мастер-классы по кулинарии и тайскому массажу. В 2015 году приняла участие в шоу «Селекція» радиостанции «Джем ФМ» и сайта Cultprostir.

## Личная жизнь
В мае 2008 года Карпа вышла замуж за киевского журналиста и писателя Антона Фридлянда. Летом 2009 года Карпа и Фридлянд развелись. В том же году вступила в брак с американским финансистом Норманом Полом Хэнсеном. Церемония бракосочетания состоялась в Сан-Франциско. В августе 2010 года в Берлине у них родилась дочь, которую назвали Корена-Джиа. В июле 2011 года в Барселоне Карпа родила вторую дочь, которую назвали Кайя.
В марте 2014 года в интервью Кате Осадчей Карпа признала, что разошлась с Хэнсеном. В октябре 2015 года в новом интервью Осадчей она отметила, что они не разводились и у них «цивилизованные американо-европейские отношения». Тогда же прокомментировала слухи о своих отношениях с российским политтехнологом Игорем Шуваловым, заявив, что поддерживает с ним дружбу.
Карпа часто путешествует: первый раз поехала во Францию в 20 лет, около года прожила на Яве в Индонезии, после этого была в Доминиканской республике и в Кордильерах (на медовом месяце с Фридляндом), в королевстве Мустанг в Непале (на медовом месяце с Хэнсеном), в Гималаях, Бутане и Индии, в Пиренеях и др.
У Ирены есть младшая сестра Галина Карпа[uk] — писательница, соучредитель и экс-шеф-редактор арт-журнала «Аж», автор книги рассказов «Ппппппп».

## Награды
- Гран-при конкурса молодых писателей «Гранослов» (1999)[65]
- Премия Best Ukrainian Awards в номинации «Самая модная писательница» (2006)[65]

## Музыкальные альбомы
- D.дькова гра (1999)
- Б. П. П. (2001)
- Космічний вакуум (2001)
- Kurva Cum Back (2004)
- Fuckтично Самі (Best Of 1995—2004) (2004)
- Lo-Fi TRавми (2005)
- IN ЖИР (2007)
- & I Made A Man (2011)
- Made in China (2015)